# Stazione di Rathmore
La stazione di Rathmore  è una stazione ferroviaria della linea Mallow–Tralee a servizio di Rathmore, nella contea di Kerry, Irlanda.

## Storia
La stazione fu aperta il 1º dicembre 1854 con il nome di Shinnagh; fu ribattezzata in Rathmore nel 1865. Il traffico merci fu chiuso il 3 novembre 1975.
Tra il 2002 e il 2006 fu eliminato completamente lo scalo merci il quale comprendeva un magazzino con esterni in pietra e un binario di scalo.

## Strutture ed impianti
La stazione è dotata di un fabbricato viaggiatori, posto sul marciapiede meridionale, e di due binari entrambi serviti da un marciapiede. Questi ultimi sono collegati tra loro da un ponte pedonale in ferro battuto.
È presente l'originaria cabina del segnalamento, resa ridondante nel 2004 con l'introduzione del Comando Centralizzato del Traffico (CTC) sulla linea ferroviaria.

## Movimento
La stazione è servita dai treni Intercity delle relazioni Tralee Casement – Mallow – Cork Kent e Dublino Heuston – Tralee Casement.

## Servizi
- Servizi igienici
- Biglietterie
- Distribuzione automatica cibi e bevande

## Interscambi
- Capolinea autolinee